# Ясьона (Прудницький повіт)
Ясьона (пол. Jasiona, нім. Jassen) — село в Польщі, у гміні Любжа Прудницького повіту Опольського воєводства.
Населення — 256 осіб (2011).
У 1975-1998 роках село належало до Опольського воєводства.

## Демографія
Демографічна структура станом на 31 березня 2011 року:
|          | Загалом | Допрацездатний вік | Працездатний вік | Постпрацездатний вік |
| -------- | ------- | ------------------ | ---------------- | -------------------- |
| Чоловіки | 130     | 23                 | 91               | 16                   |
| Жінки    | 126     | 21                 | 72               | 33                   |
| Разом    | 256     | 44                 | 163              | 49                   |